# UCI Coupe des Nations Juniors 2014
L'UCI Coupe des Nations Juniors 2014 est la septième édition de l'UCI Coupe des Nations Juniors. Elle est réservée aux cyclistes de sélections nationales de moins de 19 ans (U19). Elle est organisée par l'Union cycliste internationale. 

## Résultats

### Épreuves
| Date            | Épreuve                                           | Pays       | Vainqueur              | Deuxième              | Troisième          | Vainqueur (nations) | Leader (nations) |
| --------------- | ------------------------------------------------- | ---------- | ---------------------- | --------------------- | ------------------ | ------------------- | ---------------- |
| 4 décembre 2013 | Championnat d'Afrique sur route juniors           | Égypte     | Abderrahim Zahiri      | Abderrahmane Mansouri | Ivan Venter        | Maroc               | Maroc            |
| 13 avril        | Paris-Roubaix juniors                             | France     | Magnus Bak Klaris      | Casper Pedersen       | Enzo Wouters       | Danemark            | Danemark         |
| 25-27 avril     | Tour d'Istrie                                     | Croatie    | Aurélien Paret-Peintre | Lennard Kämna         | Pierre Idjouadiene | France              | France           |
| 8-11 mai        | Course de la Paix juniors                         | Tchéquie   | Magnus Bak Klaris      | Rayane Bouhanni       | William Barta      | Danemark            | France           |
| 24-25 mai       | Trophée Centre Morbihan                           | France     | Erlend Blikra          | Nikolay Cherkasov     | Niklas Larsen      | Norvège             | France           |
| 30 mai          | Championnat d'Asie sur route juniors              | Kazakhstan | Grigoriy Shtein        | Yevgeniy Gidich       | Alexey Voloshin    | Kazakhstan          | France           |
| 20-22 juin      | Trofeo Karlsberg                                  | Allemagne  | Edward Dunbar          | Lennard Kämna         | Benjamin Brkic     | Irlande             | France           |
| 5-6 juillet     | Grand Prix Général Patton                         | Luxembourg | Aleksandr Vlasov       | Valentin Madouas      | Lorenzo Fortunato  | Italie              | France           |
| 12 juillet      | Championnat d'Europe sur route juniors            | Suisse     | Edoardo Affini         | Jordi Warlop          | Pierre Idjouadiene | Italie              | France           |
| 13 juillet      | Championnat panaméricain sur route juniors        | Mexique    | Wilmar Paredes         | Jhonatan Narváez      | Fernando Gil       | Colombie            | France           |
| 22-27 juillet   | Tour de l'Abitibi                                 | Canada     | Rayane Bouhanni        | Zeke Mostov           | Mathias Norsgaard  | France              | France           |
| 24 septembre    | Championnats du monde du contre-la-montre juniors | Espagne    | Lennard Kämna          | Adrien Costa          | Michael Storer     | Allemagne           | France           |
| 28 septembre    | Championnats du monde sur route juniors           | Espagne    | Jonas Bokeloh          | Alexandr Kulikovskiy  | Peter Lenderink    | Allemagne           | France           |

### Classement par nations
Classement final
| #  | Pays       | Pts. |
| -- | ---------- | ---- |
| 1  | France     | 318  |
| 2  | Danemark   | 236  |
| 3  | Allemagne  | 218  |
| 4  | États-Unis | 182  |
| 5  | Italie     | 181  |
| 6  | Belgique   | 180  |
| 7  | Russie     | 170  |
| 8  | Norvège    | 107  |
| 9  | Slovénie   | 94   |
| 10 | Pays-Bas   | 88   |